# Jack Keir
Pour les articles homonymes, voir Keir.
Jack Keir est un homme politique canadien, anciennement député libéral de Fundy-River Valley à l'Assemblée législative du Nouveau-Brunswick ainsi que ministre.

## Biographie
Jack Keir est né en 1958. Il reçoit son diplôme de l'école secondaire Saint John en 1976.
Il travaille durant trois ans à la Banque de la Nouvelle-Écosse. Il retourne ensuite aux études et obtient un baccalauréat en commerce de l'université Sainte-Marie de Halifax en 1983. Il travaille ensuite pour la compagnie ACNeilsen puis devient agent de mesures de rendement pour Saint John Shipbuilding en 1988. Il est directeur général de la Saint John Harbour Bridge Authority entre 1995 et 2002. À partir de cette année, il dirige la Commission de gestion des déchets solides de la région de Fundy, où il a entre autres implanté le programme de recyclage.
Entre-temps, Jack Keir est élu au conseil municipal de Grand Bay en 1995. Il est réélu en 1998 et en 2001 alors qu'il est président fondateur de la commission des installations régionales. Il dirige la vente des billets des Flames de Saint-Jean, préside l'étude sur le service d'incendie des pompiers volontaires de Grand Bay-Westfield, préside l'étude sur les installations de loisirs du Grand Saint-Jean et préside le comité des affaires provinciales du Saint John Board of Trade, en plus de faire partie du comité du corridor commercial Maine—Nouveau-Brunswick. Il fait aussi du bénévolat auprès de projets comme P.R.O. Kids, Milk for Moms, le projet Skate to Care de Moosehead et Entreprise Saint John.
Jack Keir est membre de l'Association libérale du Nouveau-Brunswick. Il est élu à la 56e législature pour représenter la nouvelle circonscription de Fundy-River Valley à l'Assemblée législative du Nouveau-Brunswick le 18 septembre 2006, lors de la 56e élection générale. Il est assermenté au Conseil exécutif le 3 octobre suivant et nommé ministre de l'Énergie et ministre responsable de l'Agence de l'efficacité et de la conservation énergétiques du Nouveau-Brunswick, dans le gouvernement de Shawn Graham. Il exerce aussi la fonction de ministre de l'Approvisionnement et des Services entre janvier et novembre 2008. De plus, il exerce la fonction de ministre des Finances durant la convalescence de Greg Byrne, à l'été 2009.
Il est candidat à sa succession lors de la 57e élection générale, qui se tient le 27 septembre 2010, mais n'est pas réélu.
Son épouse se nomme Barbara Jeffrey et le couple habite à Grand Bay-Westfield.